# Liste der Baudenkmale im Landkreis Wolfenbüttel
Die Liste der Baudenkmale im Landkreis Wolfenbüttel enthält die nach dem Niedersächsischen Denkmalschutzgesetz geschützten Baudenkmale im niedersächsischen Landkreis Wolfenbüttel.
Der Übersicht und Länge halber ist die Liste nach den Städten und Gemeinden des Landkreises separiert. Diese Einteilung findet sich in der folgenden Tabelle, in der zu jedem Eintrag, soweit möglich, ein exemplarisches Foto eines Baudenkmals aus der jeweiligen Stadt oder Gemeinde zu finden ist.
| Bild | Stadt/Gemeinde        | Karte | Liste                                                                            | Ortsteile |
| ---- | --------------------- | ----- | -------------------------------------------------------------------------------- | --- |
|      | Am Großen Rhode       |       | Liste der Baudenkmale in Am Großen Rhode                                         | |
|      | Baddeckenstedt        |       | Liste der Baudenkmale in Baddeckenstedt                                          | |
|      | Barnstorf-Warle       |       | Es sind keine Denkmale für das gemeindefreie Gebiet Barnstorf-Warle ausgewiesen. | |
|      | Börßum                |       | Liste der Baudenkmale in Börßum                                                  | |
|      | Burgdorf              |       | Liste der Baudenkmale in Burgdorf (Landkreis Wolfenbüttel)                       | |
|      | Cramme                |       | Liste der Baudenkmale in Cramme                                                  | |
|      | Cremlingen            |       | Liste der Baudenkmale in Cremlingen                                              | |
|      | Dahlum                |       | Liste der Baudenkmale in Dahlum                                                  | |
|      | Denkte                |       | Liste der Baudenkmale in Denkte                                                  | |
|      | Dettum                |       | Liste der Baudenkmale in Dettum                                                  | |
|      | Dorstadt              |       | Liste der Baudenkmale in Dorstadt                                                | |
|      | Elbe                  |       | Liste der Baudenkmale in Elbe (Niedersachsen)                                    | |
|      | Erkerode              |       | Liste der Baudenkmale in Erkerode                                                | |
|      | Evessen               |       | Liste der Baudenkmale in Evessen                                                 | |
|      | Flöthe                |       | Liste der Baudenkmale in Flöthe                                                  | |
|      | Haverlah              |       | Liste der Baudenkmale in Haverlah                                                | |
|      | Hedeper               |       | Liste der Baudenkmale in Hedeper                                                 | |
|      | Heere                 |       | Liste der Baudenkmale in Heere                                                   | |
|      | Heiningen             |       | Liste der Baudenkmale in Heiningen (Niedersachsen)                               | |
|      | Kissenbrück           |       | Liste der Baudenkmale in Kissenbrück                                             | |
|      | Kneitlingen           |       | Liste der Baudenkmale in Kneitlingen                                             | |
|      | Ohrum                 |       | Liste der Baudenkmale in Ohrum                                                   | |
|      | Remlingen-Semmenstedt |       | Liste der Baudenkmale in Remlingen-Semmenstedt                                   | |
|      | Roklum                |       | Liste der Baudenkmale in Roklum                                                  | |
|      | Schladen-Werla        |       | Liste der Baudenkmale in Schladen-Werla                                          | - Stadt Hornburg |
|      | Schöppenstedt         |       | Liste der Baudenkmale in Schöppenstedt                                           | |
|      | Sehlde                |       | Liste der Baudenkmale in Sehlde                                                  | |
|      | Sickte                |       | Liste der Baudenkmale in Sickte                                                  | |
|      | Uehrde                |       | Liste der Baudenkmale in Uehrde                                                  | |
|      | Vahlberg              |       | Liste der Baudenkmale in Vahlberg                                                | |
|      | Voigtsdahlum          |       | Es sind keine Denkmale für das gemeindefreie Gebiet Voigtsdahlum ausgewiesen.    | |
|      | Veltheim (Ohe)        |       | Liste der Baudenkmale in Veltheim (Ohe)                                          | |
|      | Winnigstedt           |       | Liste der Baudenkmale in Winnigstedt                                             | |
|      | Wittmar               |       | Liste der Baudenkmale in Wittmar                                                 | |
|      | Wolfenbüttel          |       | Liste der Baudenkmale in Wolfenbüttel                                            | - Adersheim - Ahlum - Atzum - Fümmelse - Groß Stöckheim - Halchter - Leinde - Linden - Salzdahlum - Wendessen - Wolfenbüttel Baudenkmalensemble: - Alte Heinrichstadt - Auguststadt - Dammfestung - Freiheit - Juliusstadt - Krumme Straße - Nördliche Wallbebauung - Neue Heinrichstadt - Südliche Wallbebauung - Villenviertel |